# 멜키 메사
멜키세덱 메사(Melquisedec Mesa, 1987년 1월 31일 ~ )는 도미니카 공화국의 야구 선수다.